# Arroyo de San Serván
Arroyo de San Serván település Spanyolországban, Badajoz tartományban. Arroyo de San Serván Mérida községgel határos. Lakosainak száma 4061 fő (2024).

## Népesség
A település lakosságának változását az alábbi diagram mutatja:
| Lakosok száma | 3938 | 3995 | 4138 | 4276 | 4253 | 4195 | 4159 | 4107 | 4081 | 4061 |
|               | 2001 | 2004 | 2006 | 2009 | 2011 | 2014 | 2016 | 2019 | 2021 | 2024 |